# Vương Long
Vương Long (Triều Tiên: 왕륭 [Wang Yong], Trung Quốc: 王隆 [Wáng Lóng], mất năm 897) là cha của Vương Kiến, tức Cao Ly Thái Tổ. Sau khi con ông thành lập nhà nước Cao Ly, ông được tôn hiệu Long Kiến (용건, Yonggeon; 龍建), Văn Minh (문명, Munmyeong; 文明), miếu hiệu Thế Tổ (세조, Sejo; 世祖), thuỵ hiệu Uy Vũ Đại Vương (위무대왕, Wimudaewang; 威武大王).

## Cuộc đời
Tên khai sinh Khai Thành (개성, Gaeseong; 開城), là con trai thứ tư của Tác Đế Kiến (작제건, Jakjaegeon;作帝建), tức Ý Tổ (의조, Euijo; 懿祖) và Yong Nyeo (용녀), tức Uy Túc Vương Hậu (위숙왕후, Wisuk wanghu; 威肅王后).

## Gia phả
- Thân phụ: Tác Đế Kiến
- Thân mẫu: Nguyên Xương Vương Hậu - Mộng Phu Nhân (몽부인, Mong Bu'in; 夢夫人)
  - Con trai: Vương Kiến